# Citronmeliss-släktet
Citronmeliss-släktet (Melissa) är ett växtsläkte med fem arter i familjen kransblommiga växter. Melissorna är fleråriga örter. Släktnamnet Melissa kommer från ett grekiskt ord som betyder bi och syftar på att blommorna är rika på nektar som drar till sig bin. Den vanligaste odlade arten är citronmeliss, som också blivit naturaliserad på många ställen i världen.
Citronmeliss-släktets stjälkar är fyrkantiga, liksom alla kransblommiga växter. Bladen är motsatta och vanligen ovala eller hjärtformade. Vid beröring avger de citrondoft. Blommorna är vita eller gulvita.
Någon Melissa-art ingår som en del av naturläkemedlet Valerina Natt.

## Odling
Citronmeliss-släktets arter är relativt frosthärdiga. De vill helst växa i fullt solljus, möjligen med lätt skugga varma sommardagar. De föredrar lätt fuktig, väldränerad jord. Frösådd ska ske tidigt på våren. Ej frökonstanta sorter kan förökas genom delning av plantor eller med sticklingar.